# Bahya ibn Paquda
Ne doit pas être confondu avec Bahya ibn Halawa.
Bahya ben Joseph ibn Paquda (hébreu : בחיי אבן פקודה), également appelé Rabbenou Bahya (« notre maître Bahya »), est un rabbin et philosophe andalou de la première moitié du XIe siècle.

## Vie et œuvre
On possède sur lui beaucoup moins d'éléments biographiques que de souvenirs de son œuvre. On sait qu'il fut dayan (juge d'un tribunal rabbinique) en Espagne. Ses écrits nous dévoilent un érudit aussi versé dans la littérature rabbinique traditionnelle que dans les sciences et la philosophie arabe, grecque et romaine dont il cite de nombreux moralistes dans ses œuvres.
Son grand-œuvre, le premier système Juif d'éthique, parut en 1040 en langue arabe sous le titre de Al Hidayah ila Faraid al-Qulub, Guide des Devoirs du Cœur, traduit en Hébreu par Juda ibn Tibbon, vers 1161-1180, sous le titre de Hovot ha-Levavot, Les Devoirs du Cœur. André Chouraqui a traduit ce texte en français en 1950.
Dans son introduction aux Devoirs du Cœur, Bahya ibn Pakuda explique vouloir combler un besoin dans la littérature, celui-ci n'ayant pas été traité jusque-là, ni par les rabbanim du Talmud, ni par leurs successeurs : la compilation des enseignements éthiques Juifs en un système cohérent. 
Selon lui, beaucoup de Juifs n'accordaient d'attention qu'aux aspects "extérieurs" de l'observance des lois juives, ce qu'il appelle "les devoirs à accomplir par les parties du corps" (Hovot ha-evarim), sans trop de considération pour leur sens profond, les idées et sentiments qu'il faut véhiculer afin de se conformer réellement à ces prescriptions : ce sont là les fameux "Devoirs du Cœur" ("Hovot ha-lev"). Levavot, pluriel de levav, lui-même accentuation de lev peut être traduit par toutes les parties des cœurs.
Cette réflexion inspirera à Nahmanide son commentaire sur le premier verset de la Genèse: 
Rabbi Itzhak a dit : "il n'aurait pas fallu commencer la Torah (livre de prescriptions) autrement que par ceci est pour vous le premier mois etc.", (qui est la première prescription reçue par Israël en tant que peuple). Quant au récit de la création, une allusion aurait suffi à ceux qui (ne) se préoccupent (que) des prescriptions : "Car en six jours créa Dieu les cieux, la terre, et tout ce qui s'y trouve". Dès lors, pourquoi débuter par là ? Pour nous apprendre  que la rétribution, récompense ou punition, repose sur l'éthique et la morale, et que ces prescriptions possèdent un sens.
C'est aussi sur la base de ceci que se développe la notion mystique de kavana, intention à mettre (dans sa prière, ses bénédictions, ses gestes…).
Bahya ibn Paquda avait également le sentiment que beaucoup de gens manquaient simplement à tous les devoirs qui leur étaient prescrits, pratiques "extérieures" comme obligations morales "intérieures" : ils ne vivaient que pour des motifs égoïstes et des buts matériels. Il lui fallait donc tenter de présenter la foi Juive comme étant essentiellement une grande vérité spirituelle, fondée sur la raison, la révélation (particulièrement en ce qui concerne la Torah) et la Tradition. 
Il mit l'accent sur la volonté et la joie que devait mettre le cœur d'une personne aimant véritablement Dieu à accomplir les devoirs de la vie.

## Son succès
Beaucoup d'écrivains Juifs familiers de l'œuvre considèrent son auteur comme un penseur original de haut rang. Il suffit de lire les éloges de la très sérieuse Encyclopedia Judaica :
Bahya combine avec maestria une grande profondeur émotionnelle, une imagination poétique vivace, un pouvoir d'éloquence et une puissante éloquence à un intellect pénétrant; il était donc tout désigné pour écrire un ouvrage dont le but n'était pas de disputer ou défendre les doctrines du Judaïsme, mais d'appeler aux sentiments, d'éveiller et élever les cœurs des gens.
Le Hovot ha-Levavot devint très populaire parmi les Juifs du monde entier, et certains passages sont récités à Rosh Hashana (le Nouvel An juif).
Le "Hida" Rav Haim david Yossef Azoulay dans son traité de biographie Chem Haguedolim invite le lecteur à ne lire que l'introduction" pour se rendre compte de la puissante sainteté de cet homme".
Le Rav Yossef Karo, auteur du fameux ''Choulh'an arouh avait coutume de lire un passage par jour, pour :"écraser son mauvais penchant" (Maguid Mecharim).
Dans la préface de la version d'André Chouraqui, Jacques Maritain s'exprime ainsi sur la popularité de l'auteur : « De tous les théologiens de la Synagogue, Bahya est celui, qui, dans son œuvre, insiste le plus clairement  sur l'amour, havre suprême et but ultime des accomplissements de la Torah. Il est d'autant plus caractéristique qu'il soit devenu, dans les communautés juives de la Diaspora, et plus que Maïmonide, le docteur populaire par excellence » (p. XVII). 

## Sa philosophie
Bien que citant fréquemment Saadia Gaon, Bahya ibn Paquda n'est pas affilié à l'école des Motazilites, mais comme son cadet, Salomon ibn Gabirol (1021-1070), au courant mysticisant du Néoplatonisme. On reconnaît dans sa méthode l'influence des encyclopédistes musulmans connus sous le nom de "Frères de la Pureté". 
Enclin à l'ascétisme et au mysticisme contemplatif, Bahya ibn Paquda élimina toutefois de son système tout élément qui pourrait faire ombrage au monothéisme ou interférer avec la loi Juive. 
Il voulait présenter un système religieux pur et éthéré, mais en parfaite concordance avec la raison, ce qui explique son succès par rapport aux autres écrits à tendance philosophique (le MORE  NEVOUCHIM du RAMBAM en tête, qui fut, s'il fallait le rappeler, fortement contesté) c'est le fait que toute sa philosophie n'est basé que sur l'amélioration éthique de l'homme, et non sur la vérité ultime.
Son succès est toujours d'actualité, il compte plus de trois commentaires ainsi qu'une traduction en hébreu moderne.
On ne sait pas grand-chose de sa vie, mais il semble qu'il ait souffert, car "seul celui qui a vraiment souffert sait lui-même consoler" et son livre regorge d'encouragements.
On peut aussi le constater dans les histoires du livre qui évoquent un "pieux" (il s'agit bien évidemment de lui, mais il est coutume de le raconter au nom d'une tierces personne, pour éviter la vantardise), voir aussi au chapitre de "l'amour de DIEU" ou il raconte que ses souffrances l'empêchaient de dormir la nuit.
Il servit de base à de nombreux livres comme "RESHIT HOCKMA" (ouvrage kabbalistique et éthique du rav ELIAHOU DI VIDASH XVe siècle, ainsi que le "MADREGAT HAADAM" du rav YOSSEF YOZEL HOROVITS (fondateur du mouvement éthique novardok).